# Ионеску, Сабрина
Сабрина Ионеску (англ. Sabrina Ionescu; род. 6 декабря 1997 в Уолнат-Крике, Калифорния, США) — американская профессиональная баскетболистка, которая выступает в команде женской национальной баскетбольной ассоциации «Нью-Йорк Либерти», которой и была выбрана на драфте ВНБА 2020 года в первом раунде под общим 1-м номером. Играет на позиции разыгрывающего защитника. На студенческом уровне выступала за «Орегон Дакс», которые входят в конференцию Рас-12. Является лидером женской NCAA по количеству трипл-даблов, лидером конференции Pac-12 по передачам и единственной баскетболисткой первого дивизиона NCAA, которая набрала в сумме за карьеру более 2000 очков, 1000 подборов и 1000 передач.

## Детство
Сабрина Ионеску родилась в семье румынских иммигрантов. Её отец, Дан Ионеску, бежал из Румынии во время революции 1989 года в поисках политического убежища в США. Он надеялся, что его жена Лилиана Блаж и их сын Андрей смогут присоединиться к ним через несколько месяцев, но они не смогли приехать в США до 1995 года. К тому времени Дан владел сервисом по прокату лимузинов в Северной Калифорнии, где он решил поселиться, потому что там у него проживало несколько родственников. У Сабрины есть брат-близнец Эдвард («Эдди»), который родился через 18 минут после неё. Эдди играл в баскетбол в «городском колледже Сан-Франциско» до переезда в Орегон, где он перешел в мужскую команду «Ducks» в 2019—2020 годах. Сабрина и Эдди «свободно» разговаривают на румынском языке.
Ионеску посещала среднюю школу в которой не было достаточно игроков, чтобы выставить команду для девочек и её школа отказала ей в желании играть в команде мальчиков. Она вспоминала: «Моя средняя школа сказала, что я должна играть с куклами. Серьезно, дословно». В ответ Сабрина набрала достаточное количество девочек чтобы школа смогла организовать команду.

## Старшая школа

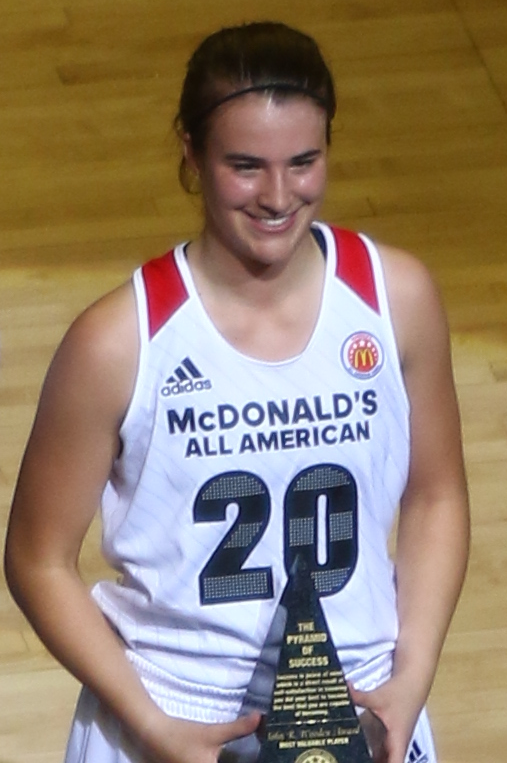
Сабрина Ионеску — самый ценный игрок игры McDonald’s All-American 2016 года среди девочек

Ионеску была четырехлетним победителем по баскетболу в средней школе Мирамонта в Оринде, штат Калифорния под руководством главного тренера Келли Сопак.
Сабрина Ионеску оставила школу Мирамонта с рекордным количеством побед в карьере 119-9 и школьным рекордом в 2606 баллов. Она также является лидером по количеству передач (769), перехватов (549) и трипл-даблов(21). А также Ионеску поставила лучшие 3 рекорда Мирамонта набрав в течение одного сезона 598 (2013-14), 760 (2014-15) и 834 (2015-16)балла.

## Колледж
На первом курсе Сабрина была признана лучшим новичком конференции Рас-12 и вошла в символическую пятёрку. ESPNW и USBWA назвали Сабрину Ионеску лучшим новичком года в стране. На втором курсе она стала обладателем приза имени Нэнси Либерман, который вручают лучшему разыгрывающему защитнику в студенческом женском баскетболе.
Во второй игре своего старшего сезона 13 ноября 2019 года Ионеску набрала более 2000 баллов, превысила отметку в 800 передач за свою карьеру в колледже со 109-52 победами. Она не дотянула до еще одного трипл-дабла с 16 очками, 12 передачами и 9 подборами в игре, но записала свои 2 012 карьерных очков и 810 карьерных передач. В победе над Стэнфордом (87-55) Ионеску набрала 37 баллов, выполнила 11 подборов и 7 передач и побила рекорд Элисон Лэнг набрав 2252 балла за всю карьеру. В игре против штата Орегон 24 января 2020 года Ионеску набрала 24 балла, 9 передач и 4 подбора и побила рекорд Окагона и звезды НБА Гэри Пэйтона в Рас-12 — 938 передач. Пэйтон лично поздравил Ионеску с достижением. 14 февраля 2020 года Ионеску в игре против UCLA присоединилась к Кортни Вандерслут как единственные игроки в истории баскетбола NCAA среди мужчин и женщин с 2000 и более баллами и 1000 и более передачами. Десять дней спустя в победе «Oregon Ducks» 74-66 над Стэнфордом она стала первым игроком NCAA с 2000 баллами, 1000 передач и 1000 подборов в карьере.
По словам тренера «Ducks» Келли Грейвза у Ионеску есть «шанс стать Маркусом Мариотой, игроком такого уровня и уважаемой Орегонской уткой, когда все будет сказано и сделано». Он отметил, что посещаемость женских игр в Орегоне резко возросла за время карьеры Ионеску в школе. За сезон до её прибытия средняя объявленная посещаемость игр составила 1501 человек. В её втором сезоне средняя посещаемость составила более 4200 человек, а в младшем сезоне средняя посещаемость составила 7 148 человек. Так же наблюдается увеличение посетителей при играх «вне дома». Например, когда Ducks посетили Вашингтон во время её юношеского сезона на игру пришло на 3000 больше болельщиков, чем на другие игры.

## Профессиональная карьера
В 2020 году Ионеску выставила свою кандидатуру на драфт ВНБА, на котором была выбрана под первым номером клубом «Нью-Йорк Либерти». 25 июля 2020 года Сабрина дебютировала за «Нью-Йорк» в матче против «Сиэтл Шторм», в котором набрала 12 очков и отдала 4 передачи. 29 июля в поединке против «Даллас Уингз» на счету баскетболистки было 33 очка, 7 подборов, 7 передач. 31 июля 2020 в матче против «Атланта Дрим» Сабрина Ионеску получила травму (растяжение связок голеностопного сустава), 5 августа она отправилась в Нью-Йорк для консультации с врачом.

## Карьера в сборной
В конце апреля 2018 года Сабрина Ионеску, Эрин Боули, Отиона Гилдон и Рути Хебард вошли в сборную США по баскетболу 3×3. Сабрина Ионеску никогда раньше не играла по правилам FIBA 3×3, признав после турнира: «Я должна была спросить правила до начала игр». Она быстро адаптировалась к незнакомому формату, ведя свою команду к победе, оставаясь непобедимой.